# 米子藩
米子藩（日语：／ Yonago-han */?）是日本伯耆國會見郡米子的藩，慶長5年（1600年）創藩，慶長14年（1609年）5月廢藩，慶長15年7月19日（1610年9月6日）第二次創藩，元和3年（1617年）再次廢藩，石高在高峰期達175,000石，藩廳是米子城。

## 歷史
慶長5年（1600年），中村一忠在關原之戰後憑其戰功從駿河國駿府城獲加增30,000石至伯耆一國175,000石，並且修建當時尚未完全建成的米子城，以此為居城，同時由於一忠年紀尚幼，因此江戶幕府派橫田村詮代其施政。慶長8年11月14日（1603年12月16日），御家騷動爆發，村詮最終在米子城被一忠殺害，一忠本人則在慶長14年（1609年）5月年僅20歲時死去，幕府以中村家沒有繼嗣為由將其改易。
慶長15年7月19日（1610年9月6日），伯耆國被一分為四，伯耆東部劃為幕府領，西部則由加藤貞泰、關一政和市橋長勝瓜分，米子則由貞泰從美濃黑野藩加增20,000石，以60,000石入主。元和3年（1617年），貞泰在大坂之陣建功後轉封至伊予大洲藩而廢藩。同年，米子成為因幡鳥取藩的領地，他派遣首席家老池田由之進駐米子城。寬永9年（1632年），池田光仲入主後，他改派荒尾成利進駐米子，並且實施自分手政治。

## 歷任藩主
| 家名   | 家格      | 名稱     | 石高      | 藩領                 |
| ------ | --------- | -------- | --------- | -------------------- |
| 中村家 | 外樣 國主 | 中村一忠 | 175,000石 | 伯耆國全域           |
| 加藤家 | 外樣 城持 | 加藤貞泰 | 60,000石  | 伯耆國會見郡和汗入郡 |

## 註解
1. ↑  米子現為鳥取縣米子市米子地區[1]。